# Leigh-on-Mendip
Leigh-on-Mendip est une paroisse civile et un village du Somerset, en Angleterre.